# Renato Fasano
Renato Fasano (Napoli, 21 agosto 1902 – 3 agosto 1979) è stato un compositore, pianista e direttore d'orchestra italiano.

## Biografia
Nacque da Almerindo e da Elvira Fasulo.
Da giovane ha studiato al Conservatorio di Napoli, come allievo di Savasta per quanto riguarda la composizione e di F.Rossomandi per quanto riguarda, invece, il pianoforte.
Dapprima, tra il 1930 e il 1942, si dedicò soprattutto alla composizione di musica da camera, scrivendo numerosi brani per archi e pianoforte; successivamente preferì svolgere le attività di direttore e di insegnante.
Nel giugno del 1944 ricevette l'incarico di commissario artistico straordinario dell'Accademia Nazionale di Santa Cecilia, e si impegnò nella ricostituzione del coro e dell'orchestra, diffondendo l'attività concertistica romana.
Fondò nel 1948 il Collegium musicum Italicum, formato da grandi solisti, sette violini, due viole, due violoncelli, un contrabbasso, un oboe ed un clavicembalo, con lo scopo di promuovere la musica strumentale italiana del XVII e XVIII secolo di compositori come Vivaldi, Cimarosa, Pergolesi, Alessandro Scarlatti.
È stato direttore del Conservatorio di Cagliari  di Venezia e di Roma.
Promotore e fondatore dell'Istituzione dei Concerti, dell'Orchestra Sinfonica del Conservatorio di Venezia e del gruppo musicale I virtuosi di Roma, che nel 1950 fu la nuova denominazione del Collegium, col quale incise tra l'altro celebrate edizioni de La serva padrona di Pergolesi e dell'Orfeo ed Euridice di Gluck.
Tra i numerosi incarichi fu presidente dell'Association européenne des conservatoires Académies et Musikhochschulen, affiliata all'Unesco, membro dell'Accademia nazionale Cherubini di Firenze, e diresse, per la casa Ricordi, la collana "Antiche musiche strumentali italiane".
Tra le composizioni, annoveriamo Cordova (1927), Scherzo (1924), Il signor Bonaventura (1932).
Tra le pubblicazioni, spicca la Storia degli abbellimenti musicali (1942).